# ورثة الأرض

ورثة الأرض (بالإسبانية:  Los herederos de la tierra)‏ هو مسلسل إسباني مبني على رواية تحمل نفس الاسم للكاتب إلديفونسو فالكونس. المسلسل من بطولة جون غونزاليس، ديفيد سولانس، إيلينا ريفيرا، رودولفو سانشوو ميشيل جينر. صدر المسلسل على منصة نتفليكس في 15 أبريل 2022.

## نبذه
يجتهد «هوغو يور» اليافع وواسع الحيلة ليترك بصمة في «برشلونة» خلال القرن الرابع عشر، لكنّه لا يغفل عن الوفاء بعهد قطعه لعائلة «إستانيول».

## روابط خارجية
- ورثة الأرض على موقع IMDb (الإنجليزية)
- ورثة الأرض على موقع روتن توميتوز (الإنجليزية)
- ورثة الأرض على موقع فيلمافينيتي (الإسبانية)
- ورثة الأرض على موقع كينوبويسك (الروسية)
- ورثة الأرض على موقع ألو سيني (الفرنسية)
- ورثة الأرض على موقع قاعدة بيانات الفيلم (الإنجليزية)